# Pseudochirulus mayeri
Il coda ad anello pigmeo (Pseudochirulus mayeri Rothschild & Dollman, 1932) è un marsupiale arboricolo della famiglia degli Pseudocheiridi.

## Descrizione
Il coda ad anello pigmeo si caratterizza per le sue piccole dimensioni. Mostra anche un certo livello di dimorfismo sessuale, in quanto le femmine sono più grandi dei maschi. I maschi pesano 115-178 g (in media 149 g). Le femmine pesano 105-206 g (in media 154,5 g). La lunghezza totale (testa, corpo e coda) dei maschi è di 318-369 mm (in media 344 mm) e quella delle femmine è di 330-400 mm (in media 372 mm). Il mantello ha una colorazione variabile dal bruno-cannella al marrone scuro. Un'altra caratteristica che distingue il coda ad anello pigmeo dalle altre specie del genere Pseudochirulus è la sua colorazione uniforme; tuttavia, quando si muove, è visibile il sottopelo di colore grigio-bluastro. Il primo dito delle zampe posteriori è opponibile, mentre il secondo e il terzo sono sindattili. Sebbene la superficie dorsale della sua coda prensile sia ricoperta da una fitta peluria marrone, quella ventrale è glabra e callosa. La colorazione del mantello non varia né in base al sesso, né a seconda dell'età.

## Biologia

### Alimentazione
Il coda ad anello pigmeo è un folivoro arboricolo. È l'unico membro della famiglia degli Pseudocheiridi a nutrirsi di polline e funghi. Tra tutti i coda ad anello, è quello ad avere lo stomaco più grande rispetto alle dimensioni del corpo. I nativi sostengono di aver visto dei coda ad anello pigmei mangiare muschi epifiti e licheni. Sebbene venga considerato un folivoro arboricolo, si nutre anche di felci. In cattività, spesso predilige l'acqua zuccherata. Ha molari selenodonti, ideali per sminuzzare il fogliame ingerito, e grossi incisivi, perfetti per strappare le foglie dalla pianta. Come altri coda ad anello, possiede un cieco molto grande, che permette di rallentare notevolmente il periodo della digestione. Un periodo più lungo consente ai batteri presenti nel tubo digerente di sminuzzare più efficacemente il materiale vegetale allo scopo di ricavare un maggior valore nutrizionale. I coda ad anello pigmei sono anche coprofagi: mangiando le proprie feci, riescono a riciclare batteri e sostanze nutritive.

### Comportamento
I coda ad anello pigmei sono animali notturni, solitari e arboricoli. Spesso costruiscono ripari alla biforcazione del tronco degli alberi, a meno di quattro metri dal suolo. Questi ripari sono fatti di muschi, licheni e altro materiale vegetale simile. I coda ad anello tornano al riparo per riposare durante il giorno, durante il quale entrano in uno stato di parziale torpore.

### Riproduzione
Le abitudini riproduttive del coda ad anello pigmeo sono quasi praticamente sconosciute. Sebbene sia una specie solitaria, sembra formare coppie temporanee durante la stagione degli amori, quando i maschi accompagnano le femmine durante l'estro. Si accoppia in ogni periodo dell'anno e può essere sia monogamo che poliginico. Il sistema riproduttivo varia a seconda della densità di popolazione e delle risorse disponibili.
Nonostante la specie possa accoppiarsi in ogni periodo dell'anno, la maggior parte dei piccoli nasce in aprile e maggio. Le femmine hanno 4 mammelle, ma solo 2 di esse sono funzionali. Malgrado la capacità di allevare due piccoli contemporaneamente, gli studiosi hanno sempre osservato un unico piccolo, trasportato nel marsupio o sul dorso della madre. Il piccolo emerge dal marsupio verso i 120 giorni di età. L'età dello svezzamento non è nota; tuttavia, in alcuni suoi stretti parenti, il coda ad anello del fiume Herbert (Pseudochirulus herbertensis) e il coda ad anello comune (Pseudocheirus peregrinus), lo svezzamento ha luogo tra i 150 e i 180 giorni di età. In generale, i coda ad anello raggiungono la maturità sessuale verso un anno di età. La durata della gestazione è sconosciuta, ma bisogna ricordare che nella maggior parte dei marsupiali dura 9-13 giorni.
In natura il coda ad anello pigmeo vive in media 4-5 anni, mentre la durata di vita negli esemplari in cattività non è nota.

## Distribuzione e habitat
Il coda ad anelli pigmeo è endemico della Nuova Guinea. Abita nelle foreste di montagna degli altopiani della Cordigliera Centrale, dalla regione del lago Wissel, nella provincia indonesiana di Papua (Irian Jaya), fino all'area del monte Hagen, nella Provincia degli Altopiani Occidentali in Papua Nuova Guinea. Il suo areale comprende il monte Wilhelm, le catene del Weyland e i monti Hellwig.
È una creatura esclusivamente arboricola e si può incontrare nelle foreste pluviali di montagna della Nuova Guinea centrale, che ospitano una grande diversità di alberi, comprese specie di Nothofagus, Mirtacee, Eleocarpacee e conifere di 20-30 m di altezza. Si può incontrare a quote comprese tra i 1200 e i 4200 m, ma è più comune tra i 2000 e i 3900 m.